# Mels (Szwajcaria)
Mels – miejscowość i gmina we wschodniej Szwajcarii, w kantonie St. Gallen, w okręgu Sarganserland.

## Demografia
W Mels mieszka 8 991 osób. W 2021 roku 17,9% populacji gminy stanowiły osoby urodzone poza Szwajcarią. 

## Transport
Przez teren gminy przebiegają autostrady A3 i A13 oraz drogi główne nr 3 i nr 13.